# NGC 2149
NGC 2149, chiamata anche vdB 66, è una nebulosa visibile nella costellazione dell'Unicorno. Venne scoperta il 17 gennaio 1877 dall'astronomo francese Édouard Stephan.